# Émile Brugsch

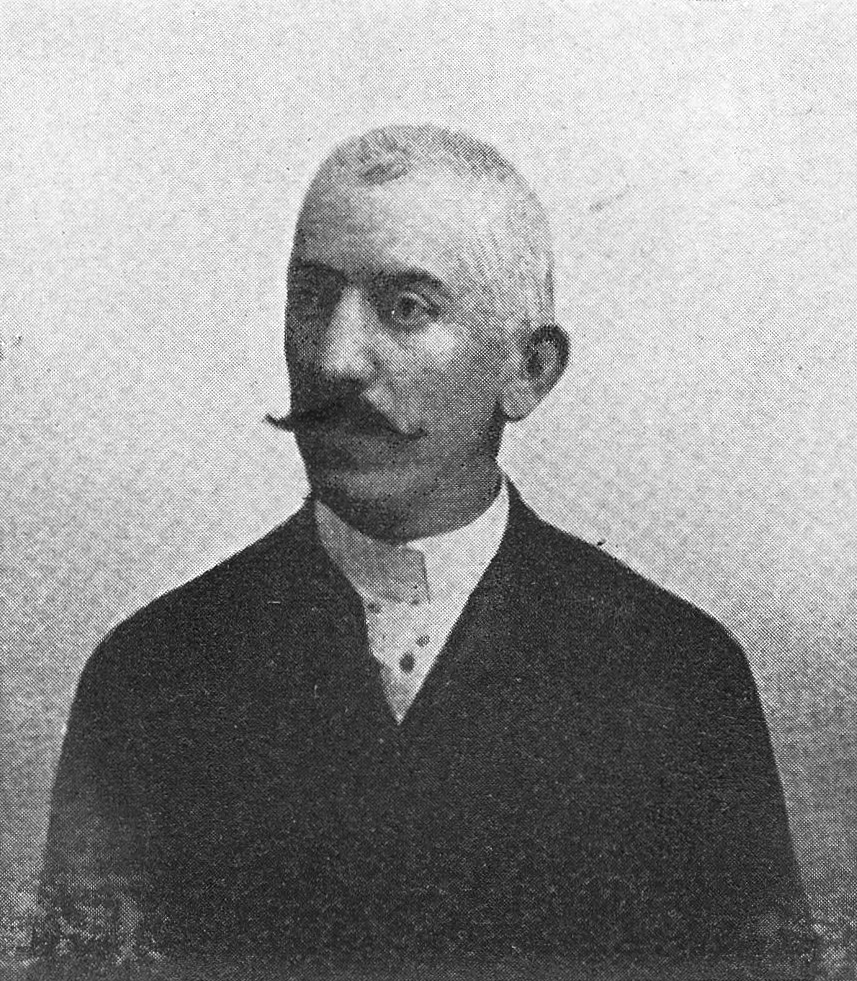
Émile Brugsch

Émile Charles Albert Brugsch (Berlijn, 24 februari 1842 - Nice, 14 januari 1930) was een Duitse egyptoloog.
Emil Brugsch was een zoon van de Pruisische gendarmeriesergeant Ernst Wilhelm Brugsch (1796-1858) en zijn vrouw Dorothea Schramm († 1868). Na een avontuurlijk leven dat hem naar Brazilië leidde, voegde hij zich in 1870 bij zijn oudere broer Heinrich Brugsch in Egypte. Daar werd hij assistent van Auguste Mariette en Gaston Maspero. Hij was met name betrokken bij de berging van de mummies uit tombe DB320 van Deir el-Bahri. Een van de hier ontdekte mummies was die van Ramses II.
Eerst was hij adjunct-directeur van het Museum in Bulaq, en na de verhuizing van de collectie conservator van het Egyptisch Museum in Caïro. Voor zijn jarenlange werk, eerst in het museum in Bulaq en later, na de oprichting ervan in het Egyptisch Museum in Caïro, ontving hij van de Egyptische regering de eretitels bei en pasja.
Na de dood van zijn broer in 1894 trok hij zich in 1914 terug in Nice, waar hij ook stierf.
- Bibliothèque nationale de France: cb15068679z (data)
- Gemeinsame Normdatei: 135845149
- International Standard Name Identifier: 0000 0000 7847 4602
- Library of Congress Control Number: n82015594
- Nationale Bibliotheek van Israël: 987007274319205171
- Nederlandse Thesaurus van Auteursnamen: 145591166
- PIC: 282924
- Réseau des bibliothèques de Suisse occidentale: 02-A024092588
- RKD-Nederlands Instituut voor Kunstgeschiedenis: 399898
- SNAC: w6xb54tz
- Système universitaire de documentation: 066511933
- Museum of New Zealand Te Papa Tongarewa: 6031
- Trove: 967126
- Virtual International Authority File: 27353725
- WorldCat: E39PBJw8TQ43mCBBMwBh8GyyBP